# Cindy Leadbetter
Cindy Ann Leadbetter (Los Angeles, 15 giugno 1955) è un'attrice e modella statunitense.

## Biografia
Cindy Leadbetter, nata e cresciuta a Los Angeles, nel 1977 arriva a Roma in vacanza e, innamoratasi della città, decide di fermarsi in Italia. Nel giro di un anno compare come playmate in Playmen e nell'edizione italiana di Playboy ed esordisce al cinema in Scontri stellari oltre la terza dimensione di Luigi Cozzi. Successivamente compare in una grande quantità di pellicole, perlopiù in ruoli secondari, ad eccezione di Amanti miei di Aldo Grimaldi, dove è interprete principale.

## Filmografia
- Emanuelle e gli ultimi cannibali, regia di Joe D'Amato (1977)
- Avere vent'anni, regia di Fernando Di Leo (1978)
- Scontri stellari oltre la terza dimensione (Starcrash), regia di Luigi Cozzi (1978)
- Amanti miei, regia di Aldo Grimaldi (1979)
- Episodio: L'omaggio di Tre sotto il lenzuolo, regia di Michele Massimo Tarantini (1979)
- Arrivano i gatti , regia di Carlo Vanzina (1980)
- Rosso sangue, regia di Joe D'Amato (1981)
- La donna giusta (Miss Right), regia di Paul Williams (1982)
- The Lonely Lady, regia di Peter Sasdy (1983)
- Stesso mare stessa spiaggia, regia di Angelo Pannacciò (1983)
- Rats - Notte di terrore, regia di Bruno Mattei e Claudio Fragasso (1984)
- Le avventure dell'incredibile Ercole, regia di Luigi Cozzi (1983)
- Sweets and Teats, regia di Geretta Geretta (2008)